# Socker-Conny
Socker-Conny (född: Konrad Zacharias) är en seriefigur skapad av Joakim Pirinen, kanske främst känd för sin devis "Med ett schysst järnrör slår man hela världen med häpnad!". Figuren dök först upp i albumet Välkommen till sandlådan 1983 och publicerades i sitt eget album 1985. Albumet har återtryckts i fem senare upplagor och synts i samlingsalbum, översättningar och på teaterscenen.

## Historik

### Debut och ursprung
Socker-Conny debuterade i den tre sidor långa engångshistorien "Socker-Conny hälsar på", publicerad i Joakim Pirinens debutseriealbum Välkommen till sandlådan, utgivet 1983 på Tago Förlag. 
Figurens ursprung kan spåras till en tragisk händelse ur verkliga livet; en av Joakim Pirinens föräldrars vänner hade avlidit efter en bilolycka med efterföljande långvarig sjukhusvistelse. Den dödes fru ringde då till sin bästa väninna för att meddela dödsfallet. "Men det har vi vetat länge att han skulle dö, sa väninnan. Måste du ringa halv tio en lördagsmorgon för att säga detta?"  Av detta beteende inspirerades Pirinen till att teckna de tre första sidorna med Socker-Conny. Conny säger en liknande replik på seriens förstasida, innan han flippar ur totalt, vandaliserar en lägenhet och till och med tycks döda flera personer.
Socker-Connys gestalt inspirerades från flera håll. Kroppshyddan och entusiasmen kom från Harald Ofstad, professor i praktisk filosofi som Pirinen haft som lärare. Den karakteristiska mössan var en persedel som Pirinens vän Trisse köpt på arméns överskottslager för fem kronor. Namnet Socker-Conny kom från en kollega till Pirinens vän Per, en äldre vaktmästare som drivit kravet att kaffeautomatens knapp "extra socker", skulle fungera inte bara för kaffe och te utan även för choklad, därav smeknamnet "Socker-Conny". Det prickiga ansiktet (prickarna kan vara fräknar, skäggstubb och pormaskar) växte fram vid ett okänt teckningstillfälle.
I efterhand har Pirinen noterat andra influenser till Socker-Conny. Snarlika figurer går att hitta i till exempel en bild av OA från år 1900 och i Öyvind Fahlströms målning "Ade-Ledic Nander II" från 1958.

### AlbumetSocker-Conny
1985 gavs seriealbumet Socker-Conny ut på Tago. Här hade Pirinen utvecklat figuren och gett honom huvudrollen i en albumlång historia. 
I boken om Socker-Conny snattar Conny modellera på Lek och Lars, men ertappas och måste betala några hundra kronor i böter. För att få pengar till detta skaffar Conny totalt nio jobb inom loppet av två dagar, men missköter allt och är i slutänden skyldig flera hundra tusen för skadegörelse. Han rycker även in i lumpen och ut igen, allt inom loppet av några timmar. I slutet av historien konfronteras Conny med sin far, den enormt rike herr Zacharias, som - efter att av polisen fått höra vad som hänt - står i begrepp att stryka Conny ur sitt testamente. Dessbättre skrattar fadern ihjäl sig precis innan ändringen hinner genomföras, och arvet täcker precis Connys skulder.
Förödelse drabbar omgivningen var Socker-Conny än drar fram; han är en barnslig, våldsam, brutal och till stora delar tragisk figur, en bärsärk som bryter mot de flesta tabun som finns i samhället. Ändå hade figuren tonats ned något i sitt eget album jämfört med debutavsnittet. Hans vansinnigheter kontrasterades också något mot hans tragiska familjebakgrund och hans uppenbara ensamhet.
Pirinen började att arbeta på albumet under våren 1984. Under hösten hoppade han av sin kurs i konstvetenskap på universitetet, och ägnade sig åt tecknandet på heltid i sina föräldrars villa på Lidingö. Två rörpennor användes till att teckna större delen av serien, vilken var helt färdigtecknad den sista januari 1985. På valborgsmässoafton anlände det färdiga albumet från tryckeriet, varefter Pirinen och förläggaren Rolf Classon gick till Norr Mälarstrand för uppvisning och försäljning. Den första som köpte ett album "för reda pengar" var förstaviolinisten i Radiosymfonikerna, Anna Lindal.

### Genombrottet
Albumet Socker-Conny blev en succé med vuxenseriemått mätt; populariteten spred sig först per djungeltelegraf och därefter även via massmedias draghjälp. Två nya upplagor fick tryckas redan i november 1985, ca 12 000 exemplar såldes totalt under det första året. 
Genomslaget blev stort. Viss reklam fick figuren också av teaterpjäsen som framfördes av gruppen Sputnik (se nedan). Många som inte läste vuxenserier visste åtminstone vem Socker-Conny var (något som i viss mån är sant ännu tjugo år senare) och figuren nämndes både i tvåloperor som Varuhuset och ända uppe i Sveriges riksdag. I en riksdagsdebatt om energipolitiken i februari 1990 kallade socialdemokraternas partiledare Ingvar Carlsson sina tre borgerliga kolleger "Biopelle, Flisolle och Socker-Conny", det sista namnet åsyftandes moderatledaren Carl Bildt.
Socker-Conny gick också i bräschen för den nya svenska vuxenserievåg som kom i mitten av 80-talet. Tidningen Galago fick ett uppsving och Tago förlag fick en viss ekonomisk stabilitet. I Pirinens kölvatten slog en mängd andra svenska serieskapare igenom i högre eller mindre grad, inklusive Max Andersson, Christina Alvner, Eva Lindström och Charlie Christensen. Andra hämningslösa figurer som Ulf Lundkvists Razor, Inger Edelfeldts Hondjuret och Lars Sjunnessons Åke Jävel, liksom skådespelaren Micke Dubois klassiska rollfigur Svullo, har förmodligen Socker-Conny att tacka för mycket.

### Socker-Connys död
Socker-Conny dök upp i ytterligare ett fåtal korta serieepisoder, såsom "Socker-Conny Super Star" (Kannibal 1983), "Socker-Conny lussar upp grannarna" (Aftonbladet, 13 december 1985) och "En första lektion i svensk poesi" (Aftonbladets kulturbilaga). Han fick en kortlivad karriär som kolumnist i tidningen Galago, men fick bara ihop två krönikor (hans syster Lillebill gjorde ytterligare en). Kortlivade karriärer gjorde figuren också som pjäsfigur, tv-figur och partiledare (se nedan: "Socker-Conny i andra medier").
Till slut blev Pirinen själv trött på sin skapelse. I Galago nr 3/1989 publicerade han en intervju med Socker-Conny som här är inlagd på sjukhus efter en hjärtinfarkt, stillsam och försynt och dessutom samhällsanpassad, nyfrälst, gift och flerbarnsfar. Han har också återtagit sitt dopnamn Zacharias Konrad (sic!) (i albumet heter han Konrad Zacharias (han kallas Konrad av sin familj och hans far heter Herr Zacharias)). Efter intervjun nämns i en fotnot att Socker-Conny strax därefter "avlidit i hjärtinfarkt på Sjösaladalens sjukhus i en ålder av tjugoåtta år." 

### Senare framträdanden
Figuren har därefter återupplivats i diverse illustrationer med mera. 1998 kom samlingen Stora boken om Socker-Conny som samlar såväl albumet som alla kortare historier med figuren.
I boken Den universella bristen på respekt (1999) har Socker-Connys streberaktige storebror Ivar de Conrad huvudrollen i en serie betitlad "Gull-Ivars resor". En utmärglad Socker-Conny, på dekis men vid liv, gästspelar här i tre rutor.

## Figurgalleri

### Huvudfigur
- Konrad Zacharias, alias Zacharias Konrad, alias Socker-Conny. Namn på finska Donuts Osmo (första serien) eller Sokeri-Sakari (seriealbumet).

### Övriga figurer
- Socker-Connys morfar.
- Herr Zacharias, Connys far.
- Connys mor.
- Ivar de Conrad, Connys storebror.
- Lillebill Zacharias, Connys syster.

Not: Familjenamnet är Zacharias
- Kent och Kristina, Socker-Connys något motvilliga "vänner". Dyker upp i första tresidorsavsnittet.
- Kent och Gunilla (samma Kent som ovan med en ny kvinna, som uppenbarligen inte tål Conny (som hon kallar Socker-Skiten och Socker-Djävul)). Kent är baserad på Pirinen själv.
- Butikskontrollanten på leksaksaffären Lek & Lars.
- Kicki, kollega på bryggeriet och sedermera misslyckad date.

### Gästspel
- I albumet dyker en del bekanta ansikten upp, däribland serieförläggaren Horst Schröder, seriehandlaren Staffar Moberg, Marias enmansorkester och författaren Sven Delblanc.

## Förekomst

### Seriealbum
- Välkommen till sandlådan, 1983
- Socker-Conny, 1985
- Kvarteret Kniven, 1989
- Stora boken om Socker-Conny, 1998
- Den universella bristen på respekt, 1999

Joakim Pirinen har hävdat att det statliga seriestödet från Statens Kulturråd varit avgörande för hans konstnärliga och kommersiella utveckling. Han sa i en intervju i Svenska Dagbladet 1992: "Det är otänkbart att 'Välkommen till Sandlådan' och 'Socker-Conny' skulle kommit till utan Kulturrådet, det där att bra saker kommer fram ändå, oavsett ekonomiskt stöd, är inte sant annat än i teorin. Kommersiella serieförlag är för fega för att stödja och upptäcka nya saker." 

### Teaterpjäsen
Vid en PR-afton för förlaget övertalade den stockholmsbaserade teatergruppen Bellamkåm, som snart döpte om sig till Sputnik, Pirinen att skriva en pjäs om figuren, vilket han gjorde på fyra dagar. Sputnik repeterade i ytterligare två veckor och spelade sedan 200 föreställningar av "Socker-Conny" med Bengt Rydén i titelrollen. Senare har pjäsen satts upp av amatörgrupper runtom i landet, vid något tillfälle även med en kvinna i huvudrollen, Socker-Connie.

### TV-sketch
En TV-sketch med figuren ska ha producerats av Sveriges Television. Enligt Pirinen själv får den honom "fortfarande att rysa".

### Galagopartiet
Figuren blev frontfigur ("statsöverhuvud") i det nystartade skämtpartiet Galagopartiet De Glada 1988.

### Förslag till film
Svenske filmmogulen Bo Arne Vibenius ville tillskansa sig alla framtida filmrättigheter till "Socker-Conny" för tusen kronor inklusive alla avgifter. Pirinen avböjde och ställde sedermera ut kontraktförslaget på Moderna Museet.